# Tatiana Weston-Webb
Tatiana Weston-Webb, född 9 maj 1996, är en brasiliansk professionell surfare.

## Karriär
Vid OS 2020 placerade sig Weston-Webb på en nionde plats i shortboard. 2023 tog hon guld i samma disciplin vid de Panamerikanska spelen.